# Автошлях E99
Європейський маршрут Е99 — європейський автомобільний маршрут категорії А, що з'єднує міста Садарак (Азербайджан) і Шанлиурфа (Туреччина). Довжина маршруту — 750 км.

## Міста, через які проходить маршрут
Маршрут Е99 проходить через 2 європейські країни:
- : Садарак -
- : Догубаязіт - Мурадиє - Бітліс - Діярбакир

Е99 пов'язаний з маршрутами
- E90
- E80
- E002

## Див. Також
- Список європейських автомобільних маршрутів